# Cancionero popular vasco
Chansonnier populaire basque
Le Cancionero popular vasco (« Chansonnier populaire basque ») est un chansonnier ou une anthologie de musique populaire basque, dansée et chantée, recueilli par le père Resurreccion Maria Azkue, ethnomusicologue et linguiste basque. L'ouvrage, composé de onze grandes sections classées par genre, comprend 1 001 chants et poèmes commentés.
Le Cancionero popular vasco est considéré comme un ouvrage essentiel pour la connaissance de la poésie, de la musique et des traditions populaires du Pays basque.

## Publication
Les travaux de collectage de chants populaires basques, initiés par Juan Ignacio de Iztueta au XIXe siècle et suivis par ceux du père Donostia et du père Azkue au XXe siècle, ont permis de rassembler un nombre important de pièces dans les sept provinces du Pays basque. Resurreccion Maria Azkue travaille sur l'édition du Cancionero popular vasco, dont la compilation est achevée en 1918, jusqu'en 1925,. 
« Ethnographe et linguiste infatigable », le père Azkue « parcourt tout le pays pour recueillir contes, récits, croyances, coutumes, variantes dialectales, vocabulaire spécifique, expressions et mélodies populaires ; il publie petit à petit les fruits de cette immense collecte, dont on a peine à imaginer qu'elle est le fait d'un seul homme ».

## Présentation
Le Cancionero popular vasco est divisé en onze grandes sections, selon un classement par genre :
1. Canciones amorosas [« Chansons d'amour »] (no 1 à 82) ;
2. Canciones báquicas [« Chansons à boire »] (no 83 à 147) — Canciones cuneras  [« Berceuses »] (no 148 à 185) ;
3. Danzas [« Danses (chantées) »] (no 186 à 251) ;
4. Danzas sin palabras [« Danses sans paroles »] (no 252 à 368) ;
5. Endechas y Elegías [« Complaintes et Élégies »] (no 369 à 440) ;
6. Epitalamios [« Épithalames »] (no 441 à 468) — Canciones infantiles [« Chansons d'enfants »] (no 469 à 517) ;
7. Canciones festivas [« Chansons festives »] (no 518 à 595) ;
8. Canciones narrativas [« Chansons narratives »] (no 596 à 688) ;
9. Canciones de oficios [« Chants de l'office religieux »] (no 689 à 715) — Canciones religiosas [« Chants religieux »] (no 716 à 805) ;
10. Romances y cuentos [« Romances et contes »] (no 806 à 911) ;
11. Canciones de ronda [« Chansons de ronde »] (no 912 à 1001).

## Postérité
Le Cancionero popular vasco est considéré comme un ouvrage « important » par Jean-Michel Guilcher, c'est-à-dire un « ouvrage de référence fondamental pour tout étude sur la musique populaire basque ». Ces travaux ethnomusicologiques visent à l'expression « d'un folklore réel, sans équivoque ».
L'étude accompagnant la publication du recueil a permis de présenter des danses caractéristiques, comme le zortziko, même si « la place qu'il occupe dans le corpus traditionnel est assez modeste : cinquante-cinq mélodies seulement, sur les 1001 pièces du chansonnier ».
Dans sa monographie consacrée à Maurice Ravel en 2011, le musicologue Roger Nichols consulte le Cancionero popular vasco pour une meilleure connaissance du répertoire des chants et des danses basques. Le compositeur et musicologue Michel Sendrez suggère que le thème qui parcourt la Sonatine de Ravel (1905) « montre une analogie évidente et troublante » avec une chanson, Soineko zuriz, aingeru iduriz, présente dans le Cancionero popular vasco.

### Éditions
- (es) Resurreccion Maria Azkue, Cancionero popular vasco (2 vol.), Bilbao, Euskalzaindia, 1990, 1311 p. (lire en ligne)

### Ouvrages généraux
- Jean-Michel Guilcher, La Tradition de danse en Béarn et pays basque français, Paris, Éditions de la Maison des sciences de l'homme, 1984, 727 p.
- (en) José Ignacio Hualde, Joseba Lakarra et Larry Trask, Towards a History of the Basque Language, Londres, John Benjamins Publishing Company, 1996, 365 p. (ISBN 978-9-027-28567-6).
- Denis Laborde, Six études sur la société basque : Le zortziko d'Iztueta, Paris, Éditions L'Harmattan, 2005 (ISBN 978-2-29638-575-7).
- Natalie Morel Borotra, L'opéra basque (1884-1937) : et l'art basque descendit des montagnes, Saint-Étienne-de-Baïgorry, Éditions Izpegi, 2003, 450 p. (ISBN 2-909262-16-2).
- (es) Carmen Ortiz García et Luis Ángel Sánchez Gómez, Diccionario histórico de la antropología española, Madrid, Consejo Superior de Investigaciones Científicas, Departamento de Antropología de España y América, 1994, 760 p. (ISBN 978-0-300-10882-8).

### Monographies
- (en) Roger Nichols, Ravel, New Haven, Yale University Press, 2011, 430 p. (ISBN 978-0-300-10882-8).
- Étienne Rousseau-Plotto, Ravel : Portraits basques, Biarritz, Atlantica, 2016, 340 p. (ISBN 978-2-7588-0211-2, BNF 39272583).

### Articles
- Michel Sendrez, « Les éléments basques dans la musique de Ravel », Cuadernos de Sección Música, vol. 8,‎ 1996, p. 187-221 (ISSN 0213-0815, lire en ligne).